# Hearts of Youth
Hearts of Youth er en amerikansk stumfilm fra 1921 af Tom Miranda og Millard Webb.

## Medvirkende
- Iris Ashton som Mrs. Grey
- Glen Cavender som Reuben Grey
- George Fisher som Herman Brudenell
- Grace Goodall som Hurstmonceaus
- Harold Goodwin som Ishmael Worth
- Lillian Hall som Beatrice Merlin
- Colin Kenny som Vincent
- Fred Kirby som Merlin